# Bianchi (motocicletas)
Bianchi motocicletas foram produzidas de 1897 a 1967 pela F.I.V. Edoardo Bianchi S.p.A, uma famosa produtora italiana de bicicletas e que entre 1900 e 1939 também produziu automóveis. Suas motos utilizaram motores da seguintes cilindradas, algumas delas em "V": 498 cc, 650 cc, 598 cc, 348 cc, 498, cc e 598 cc.